# Der Prozess (opera)
Der Prozess (Processen) är en opera i två akter (nio scener) av Gottfried von Einem och med text av Boris Blacher och Heinz von Cramer efter Franz Kafkas roman Processen.

## Historia
Einems opera Der Prozess utgjorde fonden till en skandal. 1947 ombads Einem att hjälpa Bertolt Brecht som efter utvisningen till USA var statslös. Brecht hade fått temporärt uppehållstillstånd i Schweiz och väntade nu i Zürich på att få österrikiskt medborgarskap. Brecht skulle få i uppdrag att skriva librettot till Der Prozess. Planen misslyckades på grund av Brechts uppfattning att orden var viktigare än musiken. Einem utnyttjade sina kontakter med inflytelserika personer för att underlätta Brechts naturalisering, som var klar i april 1950. Einems engagemang fick dock vissa följder. Ryktet om att han var kommunist och därför olämplig som rådgivare för Festspelen i Salzburg ledde till att han löstes från sina plikter där. Trots den betungande skandalen fullbordade han på sommaren 1952 operan och 17 augusti 1953 uruppfördes den inom ramen för Festspelen i Salzburg.
von Einems koncentration på stämningar och kontraster med målet att språket skulle gå fram så tydligt som möjligt, låter ana Brechts latenta inflytande. Boris Blechers libretto bestod från början endast av sex scener, men det räckte inte för en helaftonsopera och von Einem vände sig till sin vän, författaren Cramer, som byggde ut den med ytterligare tre scener. De korta, osammanhängande scenerna för tanken till film snarare än till en opera, och verket blev ingen större succé eftersom stoffet var alltför svårtillgängligt.

## Roller
- Josef K. (tenor)
- Franz (basstämma)
- Willem (baryton)
- Uppsyningsmannen (baryton)
- Fru Grubach (mezzosopran)
- Fröken Bürstner (sopran)
- Rättstjänarens hustru (sopran)
- Leni (sopran)
- En förbipasserande (baryton)
- En pojke (tenor)
- Undersökningsdomaren (baryton)
- Rättstjänaren (basstämma)
- Studenten (tenor)
- Pryglaren (basstämma)
- Albert K. (basstämma)
- Advokaten (baryton)
- Åklagaren (basstämma)
- Fabrikören (baryton)
- Tre herrar (tenor och basstämma)
- Direktörens ställföreträdare (tenor)
- En puckelryggig flicka (sopran)
- Titorelli (tenor)
- Prästen (baryton)
- Förste herren (talroll)
- Tre unga män (tenor och baryton)

## Handling

### Akt I
Utan att få veta varför arresteras Josef K. men får besked om att han ändå skall gå till sitt arbete som vanligt. Fröken Bürstner, som studerar juridik, lovar att hjälpa honom. På vägen hem får han order att inställa sig till förundersökning, och han känner sig följaktligen allt osäkrare och mer förföljd. Vid det första förhöret vill han klargöra för domaren hur det ligger till, men han vecklar in sig i halva erkännanden just för att han inte förstår vad som pågår.

### Akt II
Josef K. har klagat över de båda vakterna som arresterade honom och blir vittne till att de pryglas. Hans farbror skaffar honom en advokat som förefaller veta mer om ärendet än han själv för och till och med i den bank där han arbetar är man bättre informerad. En bankkund rekommenderas Josef K. att vända sig till den inflytelserike målaren Titorelli som målar porträtt av domare. Titorelli råder honom att begära anstånd med ärendet, det enda sättet att inte bli dömd. Josef K. avvisar idén eftersom han annars aldrig blir frikänd. I domkyrkan berättar fängelseprästen för honom att han är på väg att förlora målet. Två män träder fram ut mörkret och slår ihjäl Josef K.